# Serianus patagonicus
Serianus patagonicus är en spindeldjursart som först beskrevs av Edvard Ellingsen 1904.  Serianus patagonicus ingår i släktet Serianus och familjen Garypinidae. Inga underarter finns listade i Catalogue of Life.